# 자외선 차단제
자외선 차단제(紫外線遮斷劑, 영어: sunscreen)는 태양의 자외선(UV)으로부터 피부를 보호하는 기능을 하는 양산, 우산, 의류, 모자, 비닐 등의 생활 용품과 천연이나 인공적으로 만들어진 원료를 물리적 화학적 작용을 통하여 만든 화장품을 통칭해서 말한다. 후자에 대해 흔히 선크림(sun cream)이라고 부르기도 하며, 일반적으로 화장품군에서 선블록(sunblock)을 말한다.
진화 인류학적 관점에서 자외선 차단은 햇볕으로부터 피부를 보호하기 위해 흑인의 피부가 햇볕 흡수가 잘 되는 검은색으로 진화되었고 일상 생활에서 양산을 사용할 때 검은색이 자외선 차단 효과가 뛰어나다.

## 분류
물리적 화학적 작용에 의하여 제조되는 자외선차단제는 성분에 따라 천연 자외선차단제와 화학적 자외선차단제(유기계 자외선차단제 또는 화학적 흡수제) 그리고 물리적 자외선차단제(무기계 자외선차단제 또는 물리적 산란제)로 분류된다.

### 천연 자외선차단제
고대 이집트인들은 자외선을 흡수하는 효능이 있는 쌀겨나 재스민 추출물을 이용해서 자외선 차단제를 만들어 썼다.
미얀마 지방에서는 10년 이상 자라난 타나카 나무를 갈아서 그 즙을 발라 자외선을 차단하는 용도로 사용하고 있다
아프리카에서는 마법의 나무로 불리는 카테나무에서 추출한 식물성 오일인 ‘시어버터(Shea Butter)’가 뛰어난 효능으로 주목받고 있다. 
브로콜리 항암 능력과 함께 자외선 저항력을 높이는 피부 효소를 생성하는 효능이 있는 ‘셀포라판’이라는 성분이 있어 자외선 차단 효능이 있다.
아보카도 오일 SPF 오일과 함께 섞어 바르면 더욱 효과가 있어 응급 상황에서 아보카도의 과육을 제거하고 피부에 바르면 되지막 너무 많이 바르면 슈렉처럼 변할 수 있으니 주의해야 한다.
밀 배아유 저렴하면서도 아보카도와 달리 색이 없어 좋은 오일이다. 훌륭한 항산화제이기도 하면서 비타민E를 제공해 주는 노화 방지를 하는데 자외선 차단 예방은 물론 자외선으로부터 입은 피부 손상을 회복시켜준다.
코코넛 오일 피부 뿐 아니라 머리카락도 보호해 준다.
아몬드 오일 아보카도나 코코넛 오일이 SPF 오일을 따로 섞어 발라야 한다면 아몬드 오일은 천연적으로 SPF5를 가지고 있다. 비록 SPF는 낮지만 비타민A와 E를 함유하고 있어 피부를 젊고 윤기 있게 유지한다.
라즈베리 오일 30에서 50 사이의 높은 SPF 보호를 제공하며 오일 자체가 진해 다른 오일과 섞지 않는 것이 좋고 냄새가 다소 강한 편이지만 금세 날아간다
콩기름
참기름

### 화학적 자외선차단제
알레르기를 일으킬 수 있으며, 암 유발 물질도 소량 발견되는 등 지속적으로 유해성 논란이 있는 옥시벤존(Oxybenzone), 아보벤존(Avobenzone) 등 벤젠 계열의 유기화학물질이 주성분을 이루며 이 성분들이 자외선을 흡수해 피부에 침투되는 것을 막는 방식의 자외선차단제이다.

### 물리적 자외선차단제
백탁 현상을 줄이기 위해 사용되지만 DNA나폐 손상을 유발할 수 있는 징크옥사이드(Zinc Oxide. 산화아연)와 티타늄디옥사이드(Titanium Dioxide.이산화티타늄)등의 무기화학물질이 주성분을 이루며 이 성분들이 자외선을 반사, 산란시켜 피부에 침투되는 것을 막는 방식의 자외선차단제이다.
캘리포니아대 연구팀은 "이산화티타늄 나노입자가 DNA 내에 균열을 일으켜 염체색 손상과 암 발병 위험을 높일 수 있다"는 결과를 발표하여 미국FDA에서 일부 성분에 대해 사용을 금지했다.

## 효과
자외선 차단제는 태양의 자외선으로 인해 발생하는 흑색종, 편평상피암, 두가지 형태의 피부암을 예방하기 위해 권장되고 있다. 기저세포암을 예방하는데 효과적이라는 증거는 거의 없다. 어떠한 의약협회도 비사용을 권장하는 곳은 존재하지 않는다. 그러나 건강에 문제가 발생할 가능성도 없지는 않다.

## 태양 화상 방지 성분
태양광을 막아주는 성분인 자외선 방어제는 크게 자외선 산란제와 자외선 흡수제 두가지로 분류된다. 각각 이름 그대로 산란제는 자외선을 반사시키는 것이고, 흡수제는 자외선을 흡수하여 피부에 자외선이 닿는 것을 방지한다. SPF 30나 50과 같은 효과적인 자외선 차단제에는 흡수제가 많이 사용되고 있다. 자외선 산란제는 산화티타늄과 산화아연 같은 광물에서 얻은 성분이 많고, 자외선 흡수제는 합성화합물이 많다. 자외선 흡수제는 그 특성상 자외선의 에너지를 흡수할 때 분자 구조가 파괴될 수 있고 파괴 후 생성물이 알레르기 반응이나 염증을 일으키는 등의 가능성이 있다. 따라서 일본에서는 후생노동성의 포지티브 리스트에 등재된 물질 이외는 배합할 수 없다.
최근에는 유기농 화장품에서 이러한 산화 티타늄, 산화 아연 등을 사용하지 않고, 허브와 화초의 능력만으로 자외선을 방지하는 화장품의 연구가 진행되고 있다. 현재 시판되고있는 것은 SPF가 3-6 정도로, 지금까지의 선스크린제에 비해 훨씬 효과가 약하기는 하지만, 주목을 끌고 있다. 또한, 산화 아연과 산화 티타늄은 일반용 의약품 등에 일반적으로 사용되는 약용 성분이며, 소량의 흡수는 건강상 문제는 없다. 의약 외품이라는 것을 염두에 두고, 필요 이상으로 섭취하지 않도록 정기적으로 바르는 용법과 용량을 반드시 지켜야 함을 유의해야 한다.

## 사용법
자외선 차단을 효과적으로 하기 위해서는 외출 30분 전에 사용해 주는 것이 좋으며, 또한 자외선 차단 지수가 아무리 높더라도 완벽한 자외선 차단을 위해서는 두시간에 1번씩 덧발라 주는 것이 좋다.
귀가 후 세안을 할 때에는 클렌징 오일 혹은 클렌징 워터 등으로 1차 세안을 한 후 클렌징폼을 사용하여 2중세안을 해야한다.
세안 후엔 시원한 물로 모공을 닫아주는 것이 좋다. 뜨거운 햇빛으로 하루종일 열받아 늘어졌을 모공을 다시 닫아주기 위해서다.
차단 지수가 높다고 무조건 좋은 것은 아니다. 차단 지수는 지속 시간을 의미한다.

## 같이 보기
- 비타민 D